# Осеча
Осе́ча (бел. Асе́ча) — река в Городокском районе Витебской области Белоруссии. Правый приток реки Овсянка.

## Описание
Река Осеча начинается рядом с системой мелиорационных каналов в окрестностях деревни Лахи. Согласно другой методике расчёта, исток реки находится к югу от деревни Кузюрёнки. Река течёт по территории Городокской возвышенности и впадает в Овсянку с правой стороны. Устье расположено в 1 км ниже по течению от озера Нёгро.
Длина русла составляет 12 км. Площадь водосбора — 29 км². Средний наклон водной поверхности — 0,6 м/км.